# Kis Gyula József
Kis Gyula József (Újpest, 1937. június 6. – Budapest, 2002. november 6.) magyar orvos, belgyógyász, filmrendező, író, politikus, 1990 és 1998 között országgyűlési képviselő (MDF).

## Élete
Kis Gyula hegesztő szakmunkás és Németh Rozália fiaként született. Általános iskolai és középiskolai iskolai tanulmányait Budapesten végezte, 1955-ben érettségizett a Toldy Ferenc Gimnáziumban, majd 1961-ben a Budapesti Orvostudományi Egyetemen szerzett általános orvosi diplomát. Az 1956-os forradalom idején mentőápolónak jelentkezett. A diploma megszerzése után Enyingen helyezkedett el körzeti orvosként, majd 1963-tól 1964-ig Pilisszentivánon volt bányaorvos.
Rövid ideig az Egészségügyi Minisztériumban dolgozott, majd a Színház- és Filmművészeti Főiskola filmrendezői szakának hallgatója lett, ahol 1968-ban szerzett oklevelet. 1968-ban Andorka Rudolffal, Gyurkó Lászlóval, Konrád Györggyel és Szelényi Ivánnal részt vett a balatongyöröki értelmiségi táborban. 1971-ig a Mafilm rendezőjeként dolgozott, ezután visszatért az orvosi pályára, és Szigethalmon lett körzeti orvos. 1974 és 1980 között a Korányi Frigyes és Sándor Kórház és Rendelőintézet baleseti belgyógyászatán dolgozott, 1979-ben belgyógyászatból tett szakvizsgát. 1980-tól 1985-ig Budapest VI. kerületében volt körzeti orvos, majd a Láng Gépgyár üzemorvosaként dolgozott.
1988-ban részt vett a Szabad Kezdeményezések Hálózata és a Magyar Demokrata Fórum munkájában, majd az év őszén az MDF tagja lett. 1989-ban vezetője volt a párt egészségügyi programszerkesztői bizottságának, az év végén pedig egyik szervezője volt az erdélyi segélyszállítmányoknak. A Nemzeti Kerekasztal egészségügyi szekciójában pártja szakértője lett, később tagja volt az MDF elnökségének is. Az 1990-es országgyűlési választáson az MDF budapesti területi listájáról szerzett mandátumot, az Országgyűlésben a szociális, családvédelmi és egészségügyi bizottság elnöke volt. 1993-ban javaslatára szavaztak meg 6 milliárd forintot a családi pótlék egyszeri kiegészítésére, valamint nevéhez fűződik a nők nyugdíjkorhatárának rugalmas szabályozása és az egészségügy reformját célzó programok kidolgozása is.
Az 1994-es országgyűlési választáson Budapest 13. számú választókerületében indult, végül az MDF országos listájának 15. helyéről szerzett mandátumot, az Országgyűlésben a szociális és egészségügyi bizottság, illetve a társadalmi szervezetek költségvetési támogatását előkészítő bizottság tagja lett. 1994 júliusától pártja humánpolitikai kabinetjének vezetője volt. 1995-ben az egészségügyi, rehabilitációs, prevenciós és egészség-megőrzési társadalmi szervezeteket támogató albizottság elnöke, majd az év decemberében a társadalmi szervezetek költségvetési támogatását előkészítő bizottság alelnöke és az Egészségbiztosítási Önkormányzat és az Országos Egészségbiztosítási Pénztár gazdálkodását vizsgáló bizottság elnöke lett.
Szakmai tanulmányai a Népegészségügyben és az Orvosi Hetilapban, publicisztikai írásai főleg a Hitelben és a Magyar Nemzetben jelentek meg. 1994-ben adták ki A harag gyermekei című regényét. 1996-ban kikerült az MDF elnökségéből, az 1998-as országgyűlési választáson pedig nem szerzett mandátumot. Az 1998-as önkormányzati választáson a Fővárosi Közgyűlés képviselője lett.
Felesége 1981-től Futó Erzsébet fogorvos volt, három gyermekük született. 2002 tavaszán súlyos betegsége miatt visszavonult a közélettől, majd az év novemberében Budapesten elhunyt.